# Wołodymyriwka (rejon aleksandryjski)
Wołodymyriwka (ukr. Володимирівка) – wieś na Ukrainie, w obwodzie kirowohradzkim, w rejonie aleksandryjskim, w hromadzie Petrowe. W 2001 liczyła 1088 mieszkańców, spośród których 1008 wskazało jako ojczysty język ukraiński, 72 rosyjski, 5 mołdawski, 1 białoruski, a 2 inny.